# Shameka Christon
Shameka Christon, née le 15 février 1982 à Hot Springs (Arkansas) est une joueuse américaine professionnelle de basket-ball, double championne NCAA.

## Biographie
Après le lycée de Hot Springs, elle reste dans son état natal pour rejoindre les Razorbacks de l'Arkansas. En 2004, elle est élue meilleure joueuse de la Southeastern Conference. Au moment de quitter Arkansas, elle est la seconde scoreuse de l'histoire de l'université (1 951).

### WNBA
Elle est choisie par le Liberty de New York en 5e position de la draft WNBA 2004 où elle reste six ans. Elle marque 10 points pour son premier match face au Fever. Pour sa saison rookie (33 rencontres dont quatre titularisations), elle inscrit en moyenne 5,8 points et 2,1 rebounds. Elle confirme pour sa seconde saison avec neuf titularisations sur 34 matches pour 9,1 points à 41,0 % d'adresse et 2,7 rebonds. En 2006, elle s'installe dans le cinq de départ 33 fois sur 34 et passe ses statistiques à 12,4 points et 2,8 rebonds. Elle est même septième contreuse (42 unités) et neuvième réalisatrice de trois points (99) de la WNBA.
Sa polyvalence est confirmée en 2007 puisqu'elle dans les 20 premières de la ligue dans huit catégories différentes dont les points (11,2) et les rebonds (4,5) pour 32 titularisations en 33 rencontres de saison régulière. En 2008, elle est la meilleure marqueuse de son équipe pour la troisième année de rang avec un plus haut à 28 points contre les Sparks. Le 7 juillet, elle est élue pour la première fois joueuse de la semaine de la Conférence Est. Le Liberty atteint les finales de conférence. Elle débute 31 rencontres sur 32 disputées en 2009 où elle obtient sa meilleure marque en carrière avec 16,1 points (avec un nouveau record à 32 unités contre le Dream) et 4,9 rebonds par rencontre. Meilleure réalisatrice de son équipe pour la quatrième année consécutive, elle est invitée pour la première fois de sa carrière au All-Star Game.
En mars 2010, elle est transférée du Liberty au Sky dans un échange impliquant aussi le Mercury. Elle ne dispute que 10 rencontres (9 débutées) pour 8,5 points, 2,4 rebonds et 2,4 passes décisives avant d'être blessée à l'œil. Elle manque la saison 2011 après une blessure au genou contractée lors de la préparation avec l'équipe nationale.
San Antonio la signe comme agent libre le 8 février 2012. Elle débute 31 des 34 rencontres de sa nouvelle franchise pour 7,9 points (dont 16 à Tulsa pour son premier match), 2,0 rebonds et 1,3 passe décisive (respectivement 8,5 points, 2,0 et 2,0 en deux matches de play-offs). Ses 58 paniers à trois points sont le neuvième total de la WNBA.

### Étranger
À l'intersaison WNBA, elle joue en Europe, pour les clubs israéliens d'Elitzur Ramla. En 2004-2005, elle conduit l'équipe au titre national et est élue meilleure joueuse du championnat avec 17,7 points, 8,0 rebonds, 2,2 passes décisives et 2,0 interceptions sur la moyenne de 21 rencontres.
Puis la suivante avec Raanana Hertzliya, elle atteint les demi-finales de la Coupe d'Israël et inscrit 15,8 points, 6,3 rebonds, 1,8 passe décisive et 1,6 interception en 12 matches de championnat.
En 2006-2007, elle marque 10,8 points, 4,3 rebonds, 1,4 interception et 1,5 contre en 15 matches de championnat espagnol avec Rivas Ecópolis, où elle fait duo avec sa coéquipière du Liberty Becky Hammon. En 2007-2008, elle reste en Espagne avec Hondarribia-Irún pour 17,5 points, 5,3 rebonds, 1,3 passe décisive et 1,7 balle volée en 26 rencontres, ainsi que 20,0 points, 6,0 rebonds, 2,1 passes décisives and 1,4 interception en sept matches d'Eurocoupe.
En 2008-2009, elle découvre la Russie au Nadejda Orenbourg, où elle marque 15,9 points, 4,2 rebonds, 1,7 passe décisive et 1,3 interception en 20 rencontres de championnat, ainsi que 13,8 points, 3,0 rebonds, 2,3 passes décisives et 1,4 interception en huit matches d'Euroligue. La suivante en Pologne à Lotos Gdynia, ses statistiques sont de 16,4 points, 3,0 rebonds, 1,0 passe décisive et 1,1 interception en sept matches de championnat et de 10,6 points, 2,9 rebonds, 1,7 passe décisive et 1,1 contre en sept rencontres d'Euroligue. De retour à Orenbourg en 2010-2011, ses statistiques sont plus modestes : en 8 rencontres de championnat (8,0 points à 23,5 % d'adresse) et onze rencontres d'Euroligue (6,1 points à 42,9 %).
En 2013, elle rejoint en octobre le club français qualifié en Euroligue Basket Lattes Montpellier Agglomération. Malgré des statistiques intéressantes (10,8 points et 3,7 rebonds en Euroligue et 10,6 à 41,5% à 3-points, 2,8 rebonds et 1,3 passe en LFB), elle signe en janvier 2014 au club espagnol du C.D. Zamorat.

### Équipe nationale
En 2001, elle remporte le bronze au Mondial juniors, puis l'or l'année suivante.
Elle est une des 20 invitées du camp d'entraînement d'USA Basketball à l'automne 2009 pour constituer la base de la sélection américaine pour le Mondial 2010 et les Jeux olympiques 2012. Elle n'est pas retenue dans les sélections finales. En 2011, elle dispute une rencontre face à l'équipe nationale chinoise (8 points et 3 rebonds) puis se blesse gravement au genou.

## Équipes
WNBA
- 2004–2009 : Liberty de New York
- 2010 : Sky de Chicago
- 2012–2014 : Stars de San Antonio
- 2015 : Mercury de Phoenix

Europe
- 2004-2005 : Elitzur Ramla
- 2005-2006 : Raanana Hertzliya
- 2006-2007 : Rivas Ecópolis
- 2007-2008 : Hondarribia-Irún
- 2008-2009 : Nadejda Orenbourg
- 2009-2010 : Lotos Gdynia
- 2010-2011 : Nadejda Orenbourg
- 2013-2014 : Basket Lattes Montpellier Agglomération
- 2014 : C.D Zamorat

## Palmarès
- Championnat du monde juniors 2001
- Championnat du monde juniors 2002
- Championne d'Israël 2005[2]

## Distinctions personnelles
- Southeastern Conference Player of the Year (2004[3])
- AP All-American Third Team (2004[3])
- All-SEC First Team (2004[3])
- All-SEC Second Team (2003[3])
- All-SEC Tournament Team (2003[3])
- SEC All-Freshman Team (2001[3])
- MVP du Championnat d'Israël 2005[2]
- Sélectionnée pour le WNBA All-Star Game 2009